# 1848 Delvaux
Az 1848 Delvaux (ideiglenes jelöléssel 1933 QD) a Naprendszer kisbolygóövében található aszteroida. Eugène Joseph Delporte fedezte fel 1933. augusztus 18-án.